# محوطه و بقایای قلعه کاریزدیوان
محوطه و بقایای قلعه کاریزدیوان مربوط به دوران‌های تاریخی پس از اسلام است و در صالح‌آباد، جنوب شهر واقع شده و این اثر در تاریخ ۲۷ مرداد ۱۳۸۲ با شمارهٔ ثبت ۹۶۰۴ به‌عنوان یکی از آثار ملی ایران به ثبت رسیده‌است.